# Affirmation
Die Affirmation (lateinisch affirmatiō ‚Versicherung, Beteuerung‘) ist eine wertende Eigenschaft für prozedurale, kognitive oder logische Entitäten, die mit Bejahung, Zustimmung, positiver Wertung oder Zuordnung beschrieben werden kann. Vereinfacht ausgedrückt bedeutet Affirmation, dass eine Aussage, Situation oder Handlung positiv bewertet wird.

## Sprachwissenschaft
Im sprachwissenschaftlichen Sinne bezeichnet Affirmation die Behauptung oder Bejahung einer Aussage. Die affirmative Form eines Wortes oder Satzes ist das Gegenteil zur Negation.

## Logik
In der Logik ist der Ausdruck Affirmation ein Fachwort (Terminus technicus), das als Lehnwort das lateinische Wort affirmatio übernimmt – es ist eine Übersetzung des griechischen Ausdrucks katáphasis. Der Gegensatz hierzu ist die Negation (lateinisch negatio, griechisch apóphasis).
In der klassischen Logik bedeutet Affirmation die Bejahung, die bejahende Aussage in dem Sinne, dass ein Prädikat (im traditionellen Sinn) einem Subjekt zugesprochen wird:
- Berlin ist eine Hauptstadt.

In der Prädikatenlogik heißt eine Aussage affirmativ, wenn ihr Prädikat einer gesamten Menge oder einer Teilmenge von Subjekten zugesprochen wird. Exemplarisch hierfür sind zwei Sätze:
- Alle Lebewesen sind sterblich.
- Manche Städte haben mehr als eine Million Einwohner.

Mit dem Ausdruck Affirmation wird ein mentales Ereignis, der Sprechakt des Bejahens bzw. Behauptens oder der Inhalt (die Proposition), der (oder die) behauptet oder bejaht wird, bezeichnet.

## Spiritualität, Religion und Esoterik
Bezogen auf individuelle und kollektive Gedanken, Aussagen und Handlungen (hier besonders: Gebete und Mantras) und mit durchaus sehr unterschiedlichen Zielen (z. B. Selbstheilung, Erkenntnis, Erleuchtung …) werden Affirmationen verstanden als eine bewusst ausgedrückte Haltung (siehe auch Positives Denken), die das System aus sich selbst heraus positiv beeinflusst.
Wenn auch in zahlreichen Richtungen und Schulen traditioneller und zeitgenössischer Weisheitslehren aus den Bereichen Spiritualität, Religion und Esoterik unzählige diesbezügliche Praktiken bekannt sind, entstehen Fragen betreffend der Kausalität von Affirmationen und ihren koinzidenten Folgen. So zeigen sich aus heutiger Sicht erkenntnistheoretische Hürden, die u. a. auch in fehlenden geeigneten methodologischen Ansätzen begründet sind. Das systematische Sammeln und Auswerten authentischer Berichte und historischer Niederschriften über mutmaßliche affirmative Wirkungen kann eine Auseinandersetzung mit Themen sein, die im Bereich der diskussionswürdigen Parapsychologie liegen.

## Psychologie
Zur Therapie dysfunktionalen Verhaltens bzw. psychischer Störungen gibt es in der klinischen Psychologie Ansätze, die Affirmationen als Technik verwenden.

## Kommunikation und Werbung
Insbesondere in der modernen Massenkommunikation dienen affirmative Schlüsselsätze dazu, affine Peergroups durch ansteckende Begeisterung für das Produkt, die Dienstleistung o. ä. zu interessieren, zu motivieren und letztendlich zu aktivieren. 